# Condado de Echols
O Condado de Echols é um dos 159 condados do Estado americano de Geórgia. A sede do condado é Statenville, e sua maior cidade é Statenville. O condado possui uma área de 1 090 km², uma população de 3 754 habitantes, e uma densidade populacional de 4 hab/km² (segundo o censo nacional de 2000). O condado foi fundado em 13 de dezembro de 1858.